# Храм Святого Сердца (Барселона)
Храм Свято́го Се́рдца Иисуса (кат. Temple del Sagrat Cor de Jesús, исп. Templo Sagrado Corazón de Jesús) — приходская церковь и малая базилика в Барселоне на горе Тибидабо.
Храм представляет собой комплекс двух церквей, поставленных одна на другую, а также построенный ещё в 1886 году эрмитаж, отмечающий высшую точку Тибидабо до начала какого-либо строительства.
Храм был построен по проекту архитектора Энрика Санье, сын которого — Жозеп Мария Санье и Видаль-Рибас (исп. Josep Maria Sagnier i Vidal-Ribas) — завершал строительство.
Сооружение храма, посвящённого Святому Сердцу, продолжалось с 1902 по 1961 год.
29 сентября 1961 года папа Иоанн XXIII присвоил храму Святого Сердца звание малой базилики (лат. Basilica minor). 

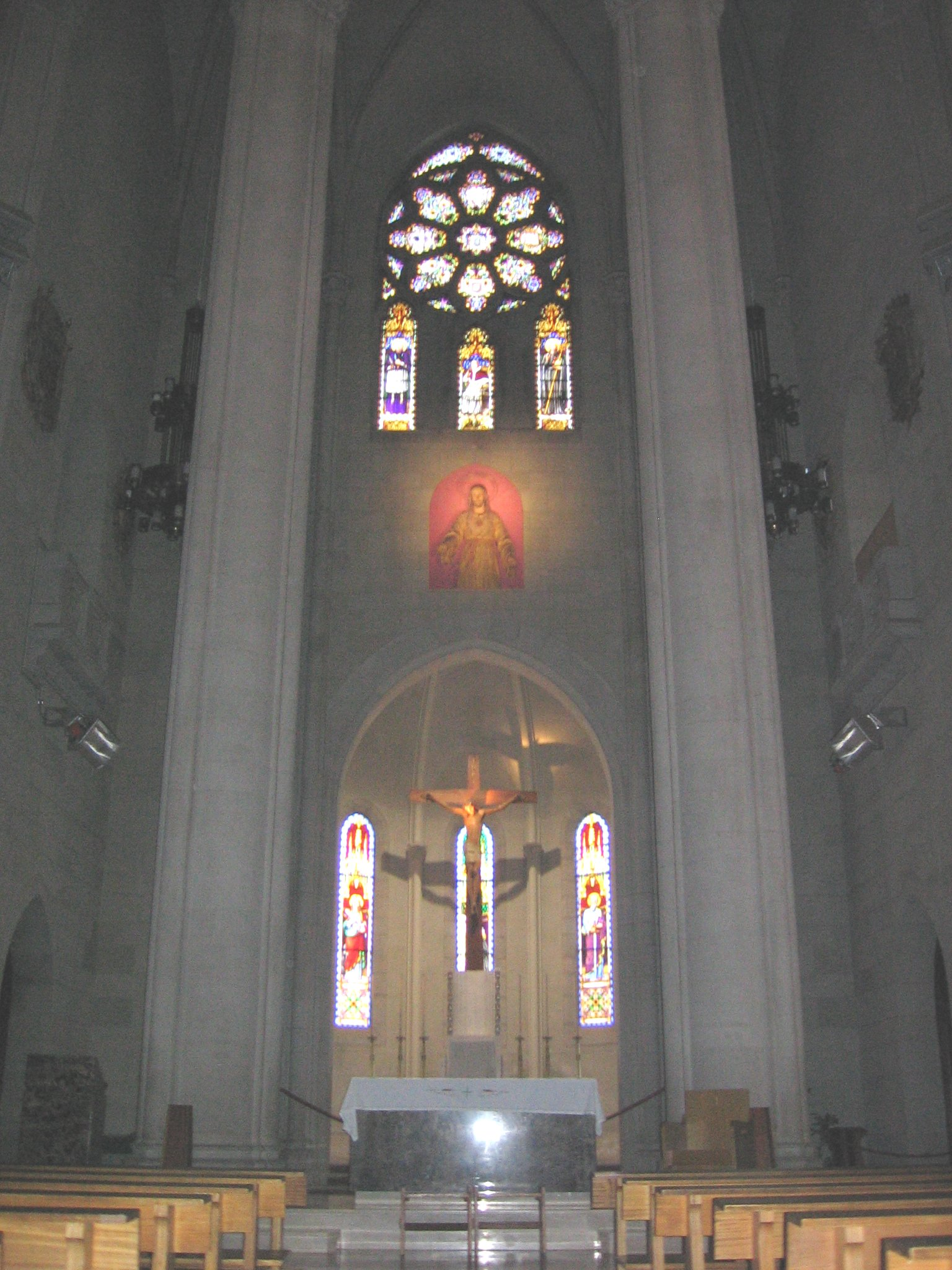
Внутри помещения